# Cintaasih (Pangkalan)
Cintaasih is een bestuurslaag in het regentschap Karawang van de provincie West-Java, Indonesië. Cintaasih telt 3910 inwoners (volkstelling 2010).